# 푸호우구

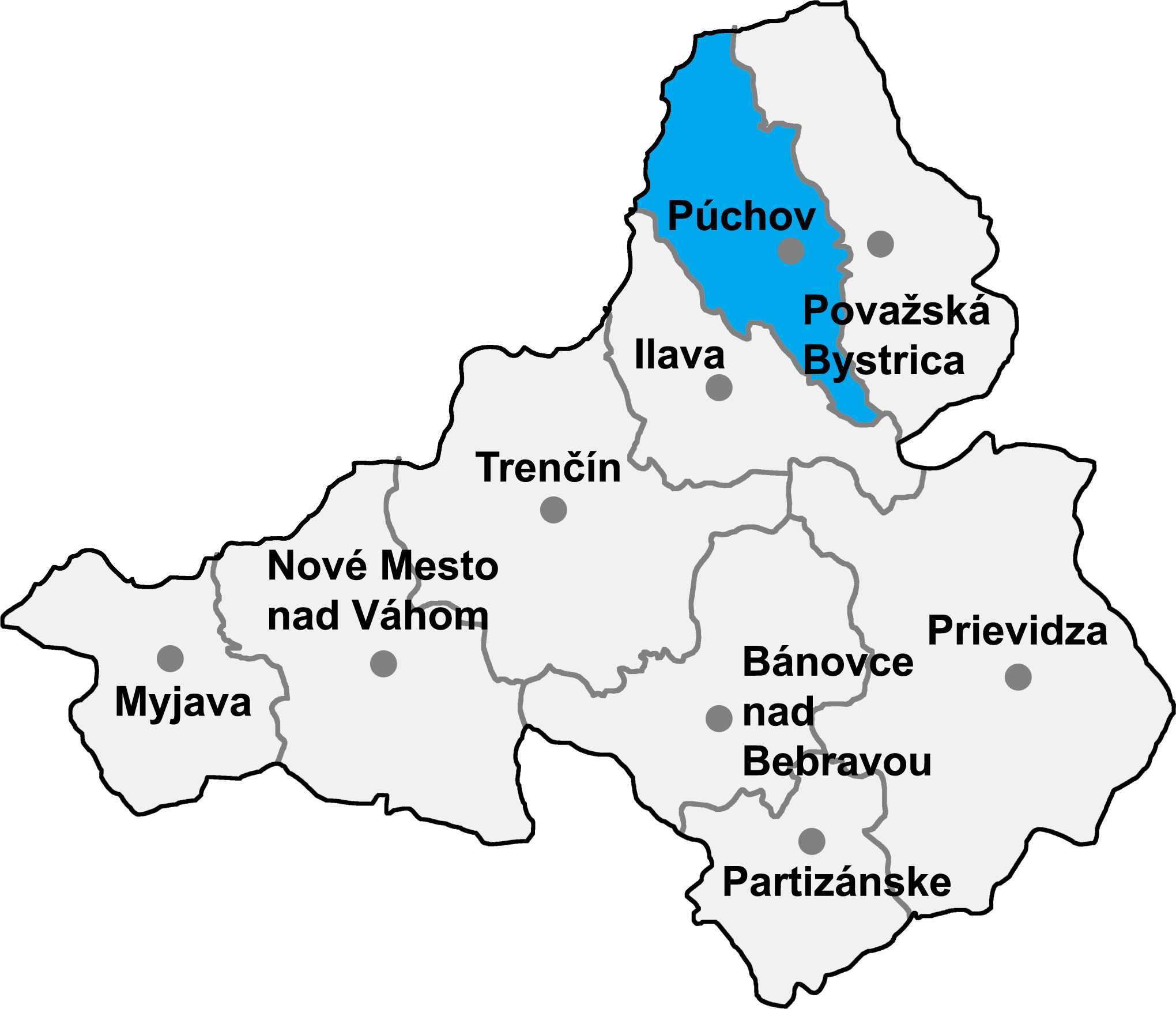
푸호우구의 위치

푸호우구(슬로바키아어: Okres Púchov)는 슬로바키아 트렌친주를 구성하는 9개 구 가운데 하나로 행정 중심지는 푸호우이며 면적은 375.34km2, 인구는 44,537명(2014년 기준), 인구 밀도는 118.66명/km2이다.
트렌친주 북부에 위치하며 21개 지방 자치체(1개 시, 20개 마을)를 관할한다. 동쪽으로는 포바슈스카비스트리차구, 남쪽으로는 일라바구와 접하며 북쪽과 서쪽으로는 체코와 국경을 접한다.